# Prunus laurocerasus
Prunus laurocerasus là loài thực vật có hoa trong họ Hoa hồng. Loài này được Carl von Linné miêu tả khoa học đầu tiên năm 1753.

## Hình ảnh

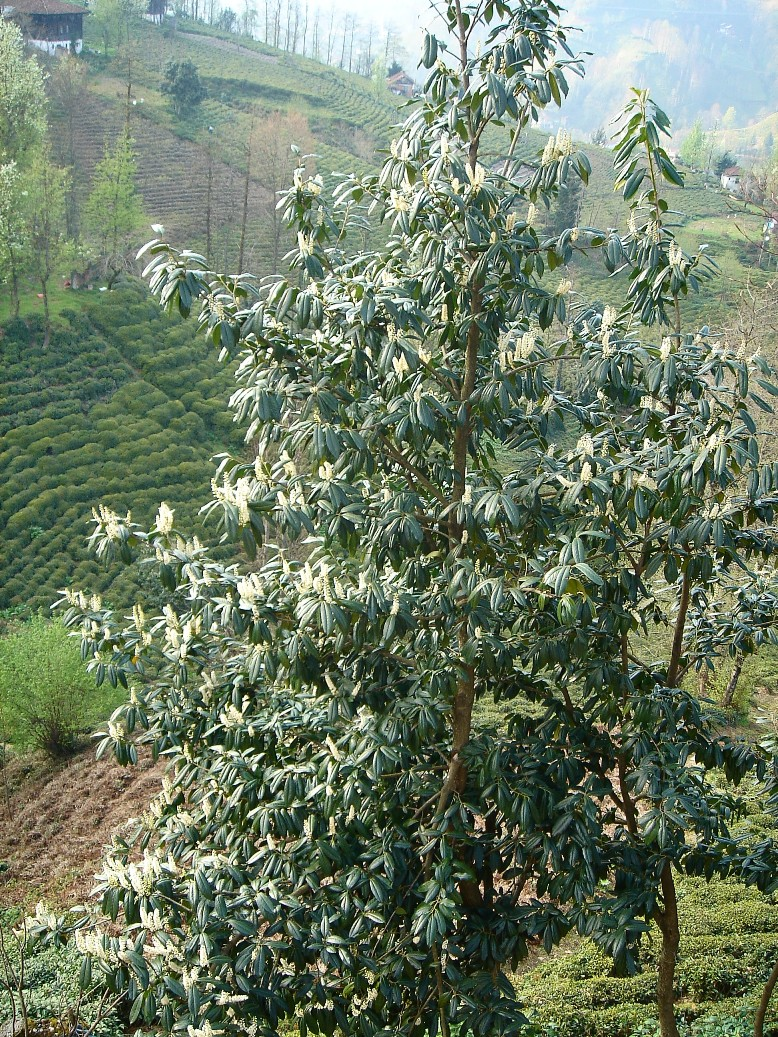
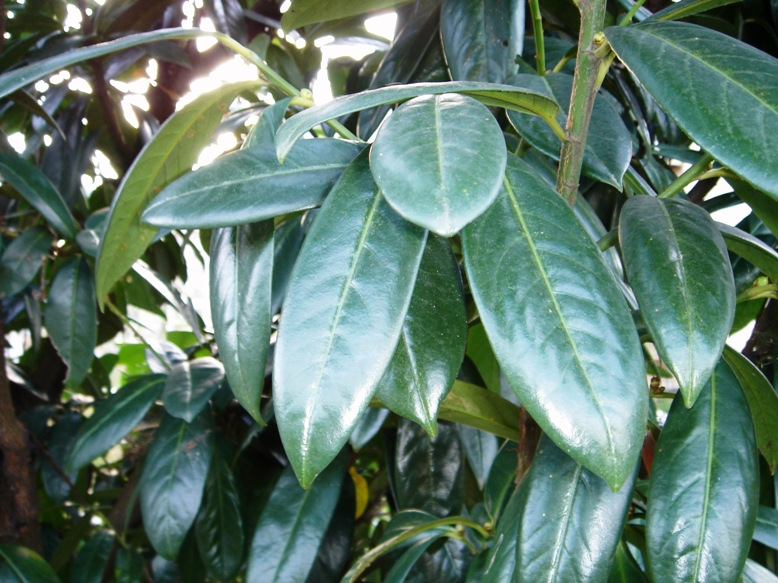
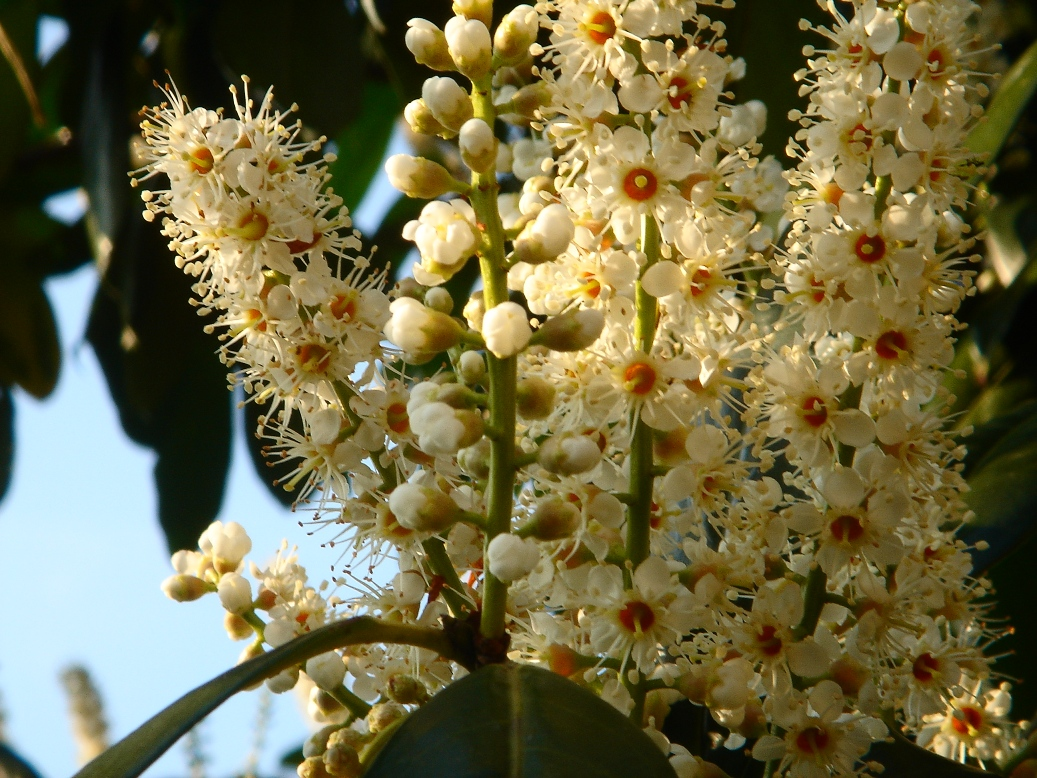
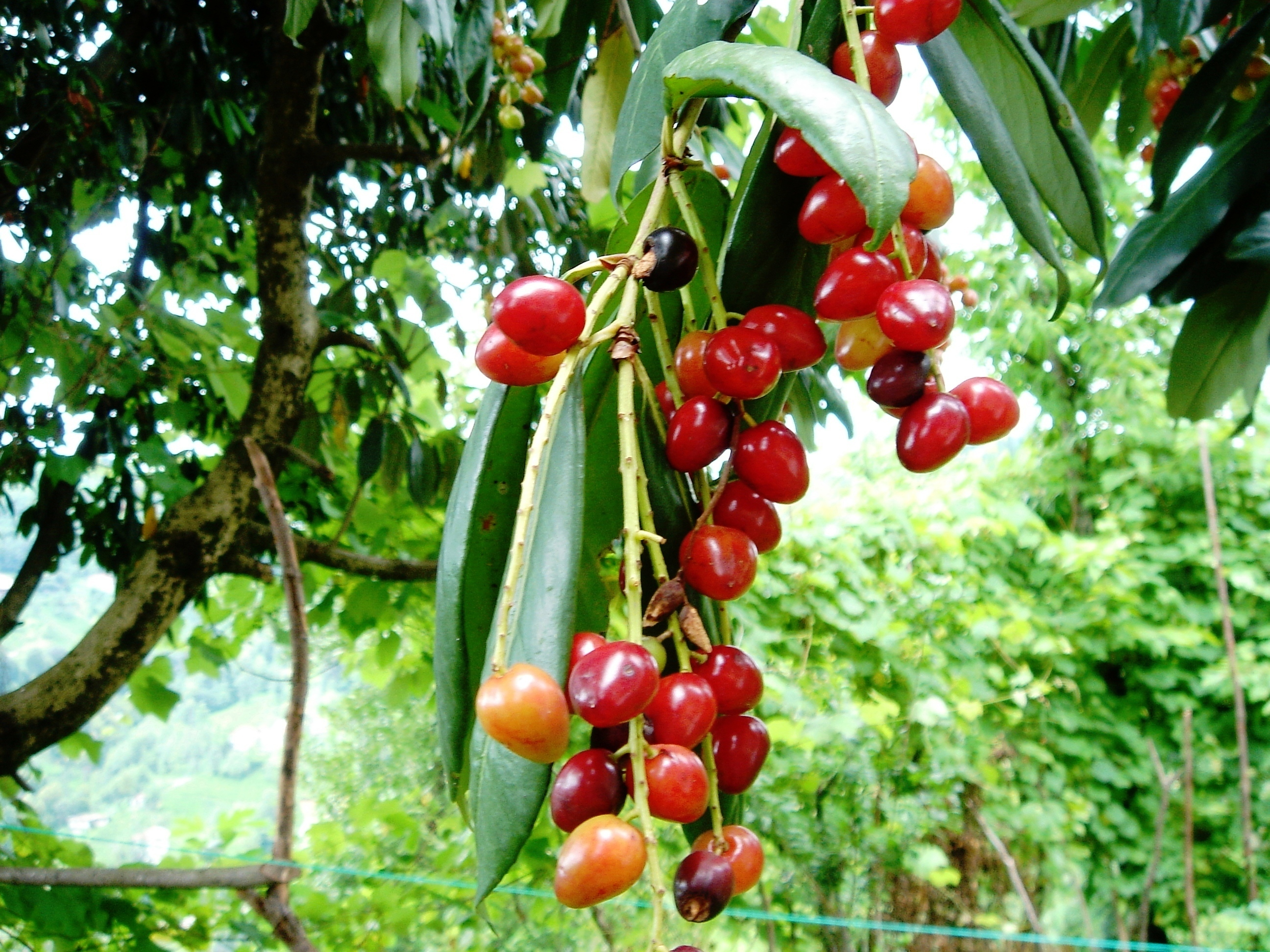